# Symposium (revue)
Pour les articles homonymes, voir Symposium.

Symposium est une revue scientifique publiée par la Société canadienne de philosophie continentale. Elle est publiée deux fois par année, en anglais et en français. Comme pour la plupart des revues scientifiques, le processus de sélection des articles de Symposium est celui de l'évaluation anonyme par les pairs.
Le rédacteur actuel de la revue est Paul Fairfield.

## Historique
La revue a débuté en 1997 sous le nom de Symposium : Revue de la Société canadienne pour l’herméneutique et la pensée postmoderne. Donald Ipperciel était alors le rédacteur de la revue. En 2004, les membres de la Société ont voté pour changer le nom de la Société canadienne de philosophie continentale. La revue a ainsi été rebaptisée Symposium : Revue canadienne de philosophie continentale.